# Stanisław Silkiewicz

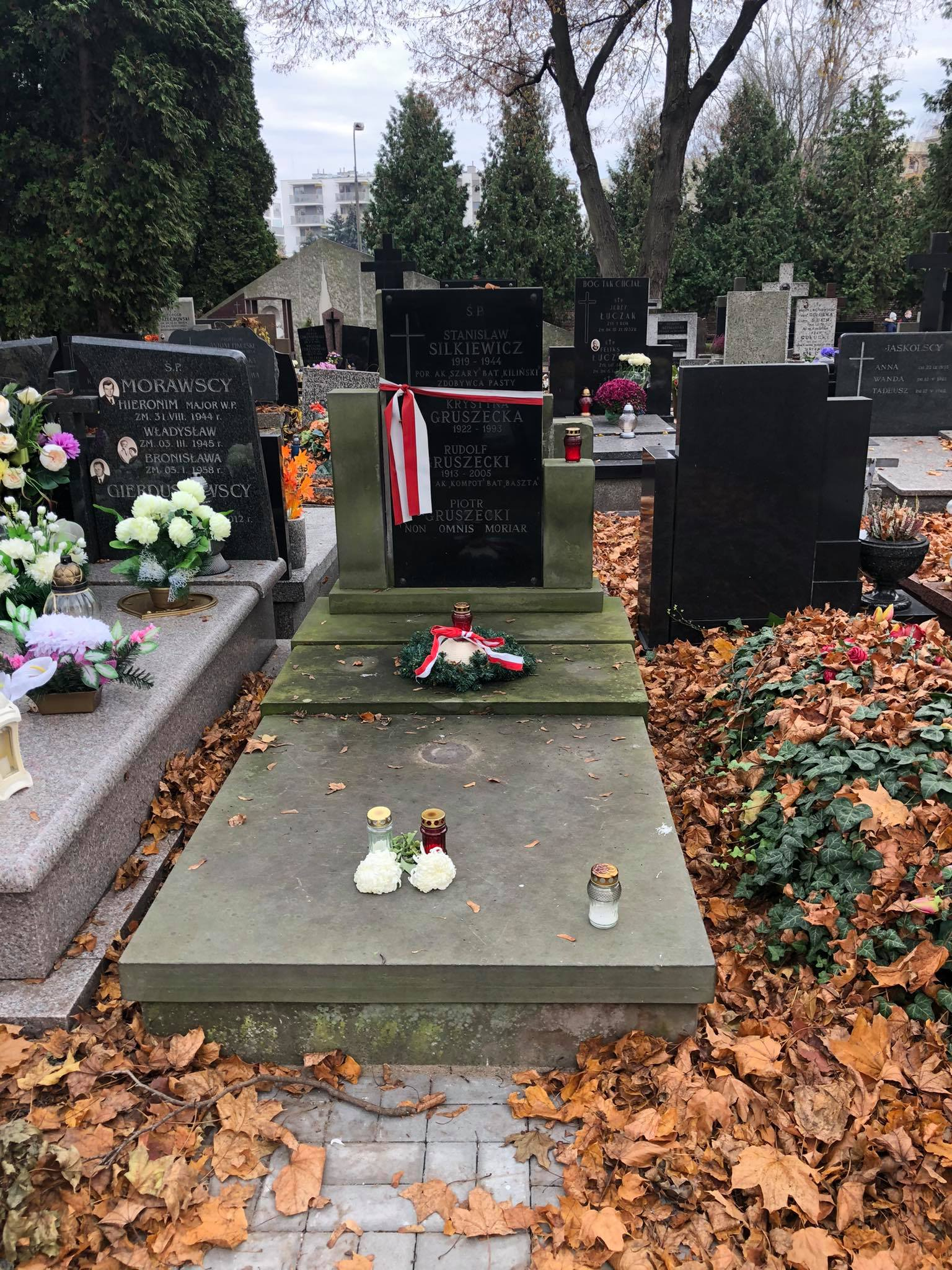
Grób Stanisława Silkiewicza na cmentarzu Bródnowskim

Stanisław Silkiewicz ps. „Szary” (ur. 2 czerwca 1919 w Gatczynie, zm. 17 września 1944 w Warszawie) – polski wojskowy, kapitan, w powstaniu warszawskim dowódca batalionu "Kiliński" Armii Krajowej. Syn Aleksandra.

## Życiorys
Podczas okupacji niemieckiej od roku 1940 w konspiracji. Początkowo w Polskiej Organizacji Zbrojnej. Później był dowódcą drużyny, następnie plutonu i kompanii batalionu „Vistula” (przyszły „Kiliński”).
Podczas powstania warszawskiego początkowo był zastępcą dowódcy IX Zgrupowania, lecz gdy mjr Henryk Leliwa-Roycewicz został ciężko ranny w walkach, 8 września Silkiewicz zastąpił go na stanowisku dowódcy. Ciężko zraniony w walkach o „Cristal” przy Alejach Jerozolimskich 16 w dniu 14 września. Z powodu poniesionych ran zmarł 17 września w powstańczym szpitalu przy ul. Chmielnej 28.
Odznaczony Orderem Virtuti Militari i Krzyżem Armii Krajowej.
Pochowany na cmentarzu Bródnowskim (kw. 3B, rząd I, grób 18).